# Stele
En stele (afledt af græsk; stående blok) er en sten eller et træstykke, som generelt er højere, end det er bredt. Steler rejses over grave med navne og titler ristet i relief eller påmalet.
Steler bliver også anvendt som territorial markering eller rejst ved mindeværdige militærsejre.
En obelisk er en speciel form for stele. De irske og keltiske High cross (ornamenterede stenkors) er specialiserede steler. En moderne gravsten er også en form for stele.

## Galleri
- Oldægyptisk grav stele.
- Stele med Hammurabis lov